# Valerio Fiori
Valerio Fiori, född 27 april 1969 i Rom i Italien, är en före detta fotbollsmålvakt.
Fiori fick under sina nio år hos AC Milan bara stå i mål en enda ligamatch och en cupmatch. Ligamatchen slutade 4–2 till hans gamla klubb Piacenza och cupmatchen slutade med en 1–0-vinst mot UC Sampdoria, där han fick ersätta den skadade Abbiati i första halvlek.
Den senaste matchen som Fiori har fått spela var en vänskapsmatch i augusti 2006 mot Inter Milan som slutade 3–1 till AC Milan.
Han skrev i april 2007 på ett nytt ettårskontrakt med AC Milan. Klubbens vicepresident Adriano Galliani berättade att de bestämde sig för att förnya kontraktet med Fiori tack vare hans professionella uppförande.
Innan AC Milan så spelade Fiori en säsong för Lodigiani, sex säsonger för Lazio, tre säsonger för Cagliari och en säsong vardera hos Cesena, Fiorentina och Piacenza. Det var tack vare hans imponerande insatser i Piacenza som AC Milan bestämde sig för att värva honom, men de hade redan då veteranen Rossi och talangen Abbiati.